# 인도계 남아프리카 공화국인
인도계 남아프리카 공화국인(영어: Indian South Africans)은 1800년대 후반과 1900년대 초에 영국령 인도에서 온 노동자들과 자유 이민자들의 후손인 남아프리카 공화국 사람들이다. 대부분 더반에서 거주하며, 인도 이외의 지역에서 가장 큰 "인도" 도시 중 하나이다.
아파르트헤이트 정책의 결과로, 인도인(아시아인과 동의어)은 남아프리카 공화국에서 인종 집단으로 간주된다.

## 인종 정체성
식민지 시대 동안, 인도인들은 정치적 권력의 대부분을 차지하는 백인 소수자들에 의해 흑인들이 그랬던 것처럼 남아프리카 공화국 사회에서 동일한 종속적 지위를 부여받았다. 1948년부터 1994년까지 아파르트헤이트 기간 동안, 인도계 남아프리카 공화국인들은 "아시아인"에서 "인도인"에 이르는 용어로 불렸고 종종 자발적으로 받아들여졌다. 일부 인도계 남아프리카 공화국인들은 이러한 용어들이 이전의 지위였던 "비백인"의 부정적으로 정의된 정체성에 대한 개선이라고 믿었다. 정치적으로 의식적이고 민족주의적인 인도계 남아프리카 공화국인들은 그들의 유산과 남아프리카에서의 지역적 뿌리를 모두 보여주기를 원했다. 그들은 점점 더 "아프리카인", "남아프리카 공화국인", 그리고 필요할 때 "인도계 남아프리카 공화국인"으로 자칭했다. 인종 차별과 인종 차별이 가장 격렬했던 시기 동안, "인도인", "아시아인", "유색인종", "말레이인" 집단 정체성은 분류된 사람이 살고 공부하는 것을 포함하여 일상 생활의 많은 측면을 통제했다.
"인도인" 인종 정체성은 차별에 직면하여 다른 인도 민족들 사이의 지지를 공고히 하려는 내부 정치 운동과 "인종 집단" 사이의 물리적, 문화적 경계를 엄격하게 성문화하고 이러한 집단 정체성을 장려하는 아파르트헤이트 정부에 의해 만들어졌다. 아파르트헤이트 규칙의 결과로 남아프리카 공화국 사람들은 계속해서 자신들을 확인하고, 비공식적으로 서로를 "흑인", "백인", "컬러드", "인도인"으로 분류한다. 남아프리카 공화국에 150년 이상 거주했고 1961년 이후 공식적으로 인구의 일부가 되었음에도 불구하고, 인도인들은 여전히 남아프리카 공화국에서 외국인으로 간주되고, 그들의 고향으로서의 그들의 존재를 정당화해야 한다는 것을 발견한다.

## 종교
| 인도계 남아프리카 공화국인의 종교 | 인도계 남아프리카 공화국인의 종교 | 인도계 남아프리카 공화국인의 종교 | 인도계 남아프리카 공화국인의 종교 | 인도계 남아프리카 공화국인의 종교 |
| --------------------------------- | --------------------------------- | --------------------------------- | --------------------------------- | --------------------------------- |
| 종교                              |                                   |                                   | %                                 |                                   |
| 힌두교                            | 힌두교                            |                                   | 41.3%                             | 41.3%                             |
| 이슬람교                          | 이슬람교                          |                                   | 24.6%                             | 24.6%                             |
| 기독교                            | 기독교                            |                                   | 24.4%                             | 24.4%                             |
| 기타                              | 기타                              |                                   | 9.7%                              | 9.7%                              |

거의 모든 인도계 남아프리카 공화국인들은 힌두교, 이슬람교, 기독교인이다. 파르시인, 시크교도, 불교도들의 작은 그룹들도 있다. 남아프리카 공화국 이슬람교도들의 대다수는 인도인이거나 웨스턴케이프주의 다민족 공동체에 속해 있다.
인도계 남아프리카 공화국인 중 힌두교를 믿는 비율은 1996년 50%에서 2001년 47.27%로 감소했다. 이는 2016년 기독교 선교사들이 힌두교도를 기독교로 개종하면서 41.3%로 더 줄어들었다.

## 교육
유색인종처럼 아파르트헤이트가 끝날 때까지 인도 아이들은 주로 전국적으로 운영되는 분리된 인도 정부 학교에 다녔고, 별도의 입학 시험을 작성했다. 이러한 합의는 1997년에 끝났다.
1991년까지, 주 정부 학교는 영어로 가르쳤으며, 힌디어, 구자라트어, 타밀어, 텔루구어, 우르두어 등 5개의 인도 언어 중 하나를 비시험 과목으로 선택하였다. 하지만, 그 언어들은 공립학교에서 떨어졌다. 동부 언어 국가 위원회는 정부에 이 다섯 가지 언어를 가르칠 것을 요청했다. 주 정부는 이 언어들이 콰줄루나탈에서 가르치는 것을 허용하기로 동의했다. 이 언어들은 학교의 마지막 해까지 제3외국어로 선택될 수 있다.

## 요리

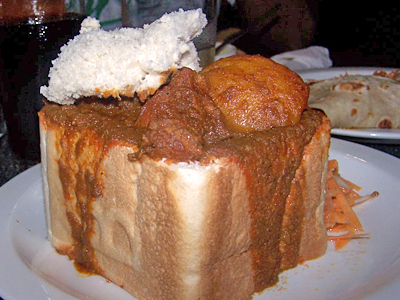
더반에서 제공되는 버니 차우의 예는 인도계 남아프리카인 공동체에서 유래되었다.

커리는 모든 민족적 기원을 가진 사람들 사이에서 남아프리카 공화국에서 인기가 있고, 19세기에 수천 명의 인도 노동자들과 함께 많은 음식들이 남아프리카 공화국으로 왔다. 남아프리카 공화국의 인도 요리는 현지 재료에 적응했고, 요리는 다양한 커리, 로티, 과자, 차트니, 사모사와 같은 튀긴 간식, 그리고 다른 맛있는 음식을 포함한다. 더반의 인도 요리인 버니 차우는 커리로 채워진 속이 빈 빵 한 덩어리로 구성되어 있으며, 남아프리카 공화국의 주류 요리의 일부를 형성하고 꽤 인기를 얻고 있다.

## 행사
남아프리카 공화국의 주요 자선 및 문화 행사들 중 지역 인도인 공동체가 매년 주최하는 것은 마하트마 간디를 기념하는 남아프리카 공화국의 가장 오래된 행사인 간디 워크이다. 매년 요하네스버그 남쪽의 레나시아에서 열리며, 34번 열렸다.
더반 전차 축제는 매년 ISKCON에 의해 해변가에서 열린다. 그 축제에는 수만 명의 사람들이 참석한다. 레나시아에서는 매년 사베리 치쉬티 앰뷸런스 서비스의 갈라 모금 연회가 열린다.